# Santa Bernadette Soubirous (título cardenalicio)
Santa Bernadette Soubirous es un título cardenalicio de la Iglesia Católica. Fue instituido por Francisco en 2023. Su primer titular es el cardenal Ángel Sixto Rossi, creado en el consistorio celebrado el 30 de septiembre de 2023.

## Titulares
- Ángel Sixto Rossi (30 de septiembre de 2023)